# 賈盧伊特環礁

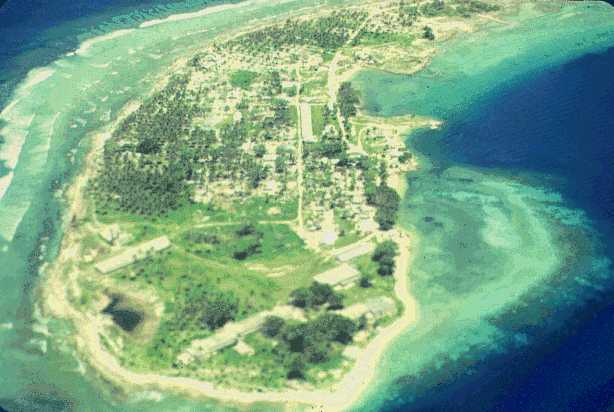
賈盧伊特島鳥瞰圖（1978年）

賈盧伊特環礁（英語：Jaluit Atoll；馬紹爾語： [tʲælʲ(o)wɤtʲ]或 [tʲælʲoːtʲ]）是太平洋由91個島嶼組成的環礁，屬於拉利克礁鏈的一部分，是馬紹爾群島24個立法選區（legislative district）之一，位於馬久羅西南220公里，受《濕地公約》保護，總土地面積11.34平方公里，中央的潟湖面積690平方公里，主要土地集中在面積10.4平方公里的賈盧伊特島，1998年人口1,669。

## 外部連結
- Marshall Islands site （页面存档备份，存于）
- Entry at Oceandots.com （页面存档备份，存于）
- Surrender of Jaluit to the United States （页面存档备份，存于）